# Аглонская волость
Аглонская волость (латыш. Aglonas pagasts) — одна из территориальных единиц Прейльского края Латвии, в историко-культурной области Латгалия. Находится на юго-востоке края, на южном побережье озера Рушонс. Граничит с Граверской, Кастулинской и Шкелтовской волостями Краславского края, Амбельской и Вишкской волостями Аугшдаугавского края и с Рушонской волостью своего края. Волостной центр — село Аглона.

## История
Аглонская волость была создана в 1936 году, после раздела Капинской волости. В 1945 году в Аглонской волости Даугавпилсского уезда были созданы Аглонский, Яундземский, Крацитский, Рушонский, Рунтульский и Салиниекский сельские советы.
После отмены в 1949 году волостного деления Аглонский сельсовет входил в состав Прейльского района. В 1954 году Аглонский сельсовет был объединён с Крацитским сельсоветом, в 1960 году — с Салиниекским сельсоветом.
В 1990 году Аглонский сельсовет был реорганизован в волость. В 2009 году, в результате латвийской административно-территориальной реформы, Аглонская волость вошла в состав Аглонского края.
В ходе административно-территориальной реформы Латвии 2021 года Аглонский край был упразднён, а Аглонская волость вошла в состав укрупнённого Прейльского края.

## География
Аглонская волость расположена на Фейманском всхолмлении Латгальской возвышенности. Самая высокая точка (184 м над уровнем моря) находится в южной части волости возле Яудземи, самая низкая точка (127 м над уровнем моря) — у истока реки Тартакс. В волости много озёр, общей площадью 1209 га. Самое крупное из них — Циришс, (площадь 630 га), на юго-западной стороне волости озеро Пакалнис (54,8 га), на северо-восток от Аглоны эвтрофное озеро Биержгаля. На северной границе волости находится озеро Рушонс, разделяющее Аглонскую и Рушонскую волости. В 1960 году, в результате строительства плотины Циришской ГЭС было создано Циришское водохранилище путём затопления 6 озер: Дзилюксни, Ягодка, Пиертспакуру, Тулейшу, Раудиню и Секлю. Из-за большого количества озёр, в волости нет разветвлённой речной сети. Самая крупная река Тартакс вытекает из Рушонса возле Яунаглоны, течёт на юго-запад через Циришс, Циришское водохранилище и Пакалнис. Болота в волости в основном мелкие, крупнейшее из них болото Салиниеку (площадь 440 га). Более 1/3 территории волости занимают леса, преимущественно смешанные. Также в волости есть 4 крупных месторождения песка и гравия и множество мелких карьеров.

## Население
Согласно археологическим исследованиям, на территории современной Аглонской волости, задолго до Рождества Христова жили предки финно-угорских племён.
В X—XIII веках волость была густонаселена, о чем свидетельствуют 9 городищ в окрестностях Аглоны. В 1970—1980 годах археолог В. Уртанс обнаружил у Мадалянского городища древний латгальский город.
Село Аглона как поселение, начало формироваться в XVII—XVIII веках, когда монахи доминиканского ордена построили здесь монастырь и церковь.
В 1863 году в Аглоне и Капинях произошли крестьянские восстания. Жители волости также активно участвовали в революционных событиях 1905 года. Весной 1905 года жители 16 деревень принимали участие в уничтожении усадеб и вырубке усадебных лесов. Повстанцы были сурово наказаны. Недалеко от Рушонса находится «висельный угол», где непослушных крестьян вешали на так называемых «висельных соснах». В 1934 году эти сосны срубили. В 1978 году на этом месте был установлен памятный камень.
В годы советской власти были образованы сельские посёлки. В 1989 году в Аглоне проживало 1066 человек, в Яунаглоне — 401 человек, в Салиниеках — 88 человек и в Капинях — 48 человек. В 2000 году население волости составляло 2655 жителей, в том числе в Аглоне —1099, в Яунаглоне — 528, в Салиниеках — 88, в Капинях — 98 и в Мисанях — 71 человек.

## Экономика

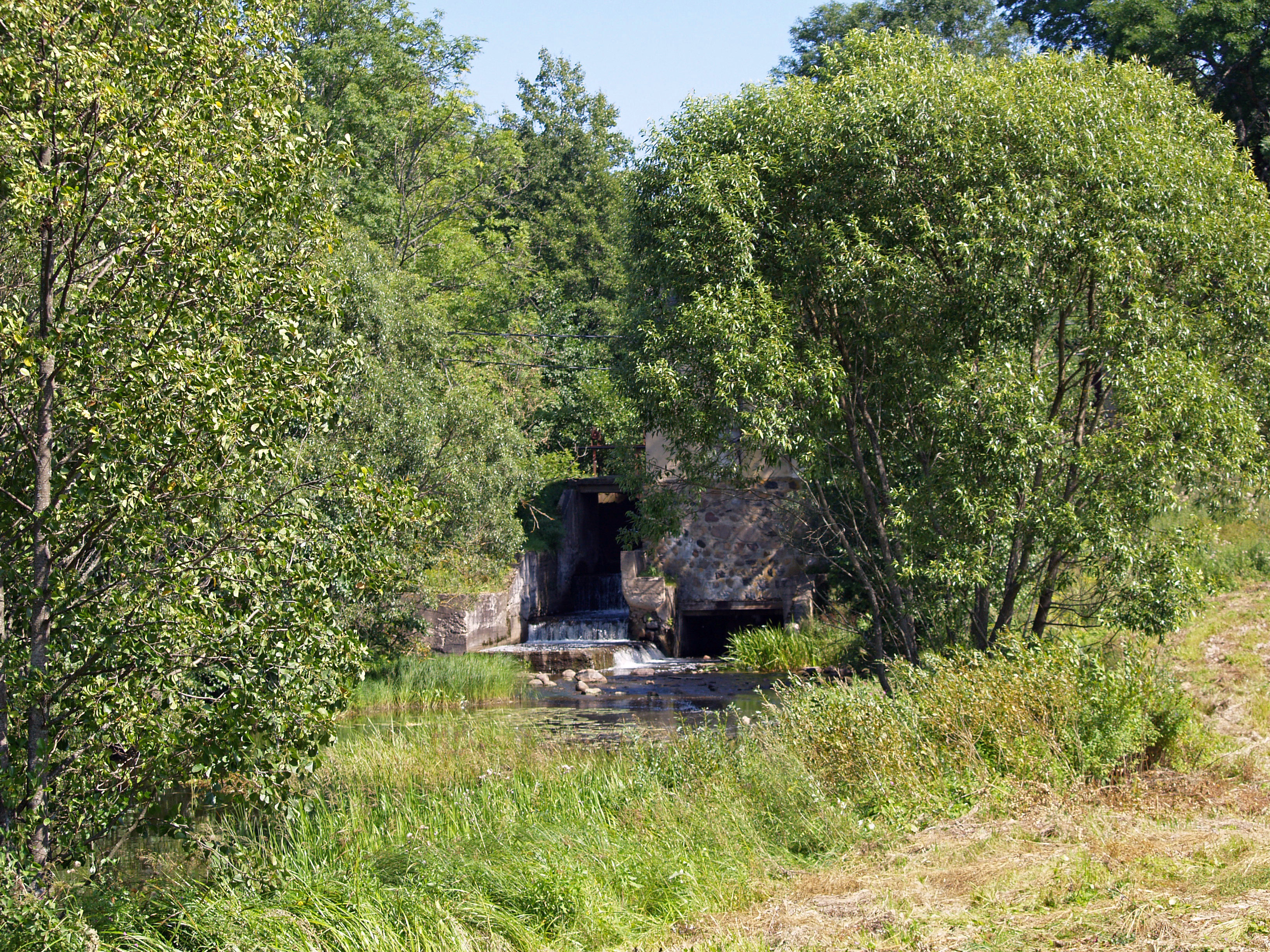
Каменецкая мельница

В 1873 году в Каменце на реке Тартакс была построена одна из старейших водяных мельниц в Латвии — Каменецкая мельница. В 1930-х годах на канале, соединяющем озеро Рушонс с Тартаксом была построена Каменецкая ГЭС. В 1960 году на Тартаксе была построена Циришская ГЭС (мощность 2 MW), которая была крупнейшей в Латгалии в то время. Работа этих двух ГЭС была остановлена после строительства Плявиньской ГЭС в 1966 году.
В годы советской власти большую часть Аглонской волости занимала территория совхоза «Аглона». Также имелись цех по переработке шерсти, маслозавод, мельницы, лесопилка, мастерские комбината бытового обслуживания населения.
По состоянию на 2000 год в волости работал цех по переработке продовольственного и фуражного зерна и пекарня, 3 автосервиса, 9 торговых компаний, 4 деревообрабатывающих компании (3 из них специализировались на производстве пиломатериалов, производили оконные рамы,
двери и другие строительные материалы), три рыболовецкие компании. Планировалось восстановление Циришской ГЭС. Аглонская волость получила право на использование воды для производства электроэнергии.

### Транспорт
В Аглоне пересекаются региональные автодороги P62 Краслава — Прейли — Мадона и P60 Дагда — Аглона, проходящие по территории волости.
От Аглоны до Прейли расстояние составляет 28 км, до Даугавпилса — 40 км, до Резекне — 47 км, до Риги — 248 км.

## Образование и культура
В 1920—1930-е годы в волости действовали Аглонская гимназия (основана в 1920 году), Яунаглонская женская гимназия, Аглонская, Яунаглонская и Капинская шестилетние начальные школы, несколько четырёхлетних начальных школ. В 1920—1924 и 1942—1944 годах в монастырских помещениях действовали католическая духовная семинария и библиотека. В 1923 году в Аглоне была основана сельскохозяйственная библиотека, а в 1926 году — потребительская библиотека.
В годы советской власти имелись профессионально-техническое училище, средняя школа в Яунаглоне, школа-интернат в Аглоне, а также девятилетняя школа и несколько начальных школ. Работали два клуба и две библиотеки.
По состоянию на 2000 год в Аглонской волости действовало 7 учебных заведений: Аглонская средняя школа, Аглонская средняя школа-интернат, Аглонская католическая средняя школа, Яунаглонская сельскохозяйственная школа, Аглонский филиал Прейльской музыкальной школы, хоровое училище Аглонской базилики (основано в 1992 году), Аглонское дошкольное образовательное учреждение. Имеется дом культуры, действует фольклорный ансамбль «Olūteņš», вокальные ансамбли. В Аглонской средней школе — молодёжный танцевальный ансамбль. Библиотека Аглонской волости имела филиалы в Капинях и Салиниеках. В Яунаглонской сельскохозяйственной школе с 1978 года работает есть краеведческий музей.

## Достопримечательности
- В Аглонской волости находится Аглонская базилика — центр паломничества и католицизма в Латвии.